# لاين هندرسون
لاين هندرسون (بالإنجليزية: Iain Henderson)‏ هو لاعب اتحاد الرغبي بريطاني، ولد في 21 فبراير 1992 في Craigavon ‏ في المملكة المتحدة.

## وصلات خارجية
- لاين هندرسون عل موقع إسبنسكروم (الإنجليزية)
- لاين هندرسون على موقع ItsRugby.co.uk (الإنجليزية)